# Râul Valea Bucurului
Râul Valea Bucurului este un curs de apă, unul din brațele care formează râul Ponor. 